# Thomas Jäckel
Thomas Jäckel (21 de febrero de 1959) es un deportista alemán que compitió para la RFA en remo. Ganó dos medallas en el Campeonato Mundial de Remo, plata en 1984 y oro en 1985.

## Palmarés internacional
| Campeonato Mundial | Campeonato Mundial | Campeonato Mundial | Campeonato Mundial        |
| Año                | Lugar              | Medalla            | Prueba                    |
| ------------------ | ------------------ | ------------------ | ------------------------- |
| 1984               | Montreal (Canadá)  | Medalla de plata   | Cuatro sin timonel ligero |
| 1985               | Malinas (Bélgica)  | Medalla de oro     | Cuatro sin timonel ligero |